# Les Harrison (allenatore di pallacanestro)
Lester Harrison, detto Les (Rochester, 20 agosto 1904 – 23 dicembre 1997), è stato un allenatore di pallacanestro e dirigente sportivo statunitense, professionista nella NBL, nella BAA e nella NBA.
È membro del Naismith Memorial Basketball Hall of Fame dal 1980 in qualità di contributore.

## Palmarès

### Presidente
- Campione NBL: 1

Rochester Royals: 1946

### Allenatore
- Campionato NBA: 1

Rochester Royals: 1951
- NBL Coach of the Year (1946)